# Amphiesma stolatum
Amphiesma stolatum là một loài rắn trong họ Colubridae. Loài này được Linnaeus mô tả khoa học đầu tiên năm 1758.

## Hình ảnh

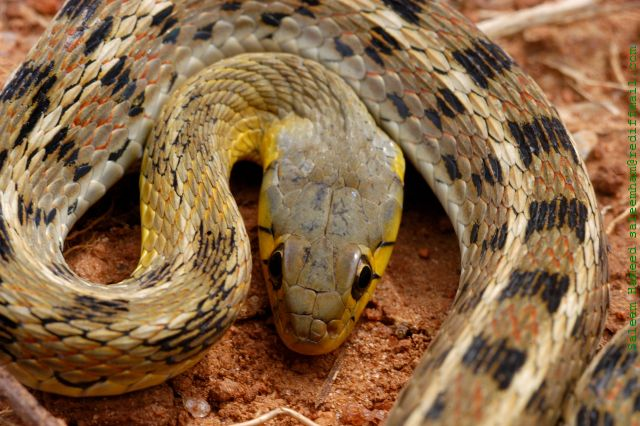
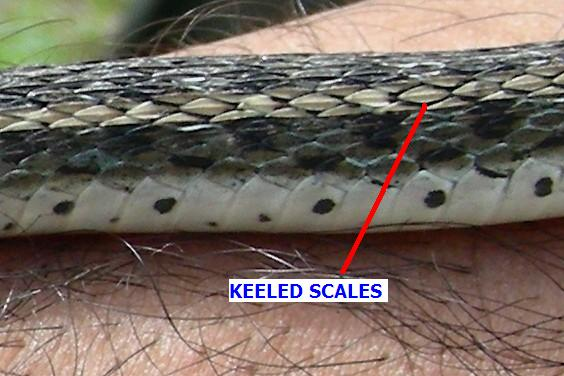
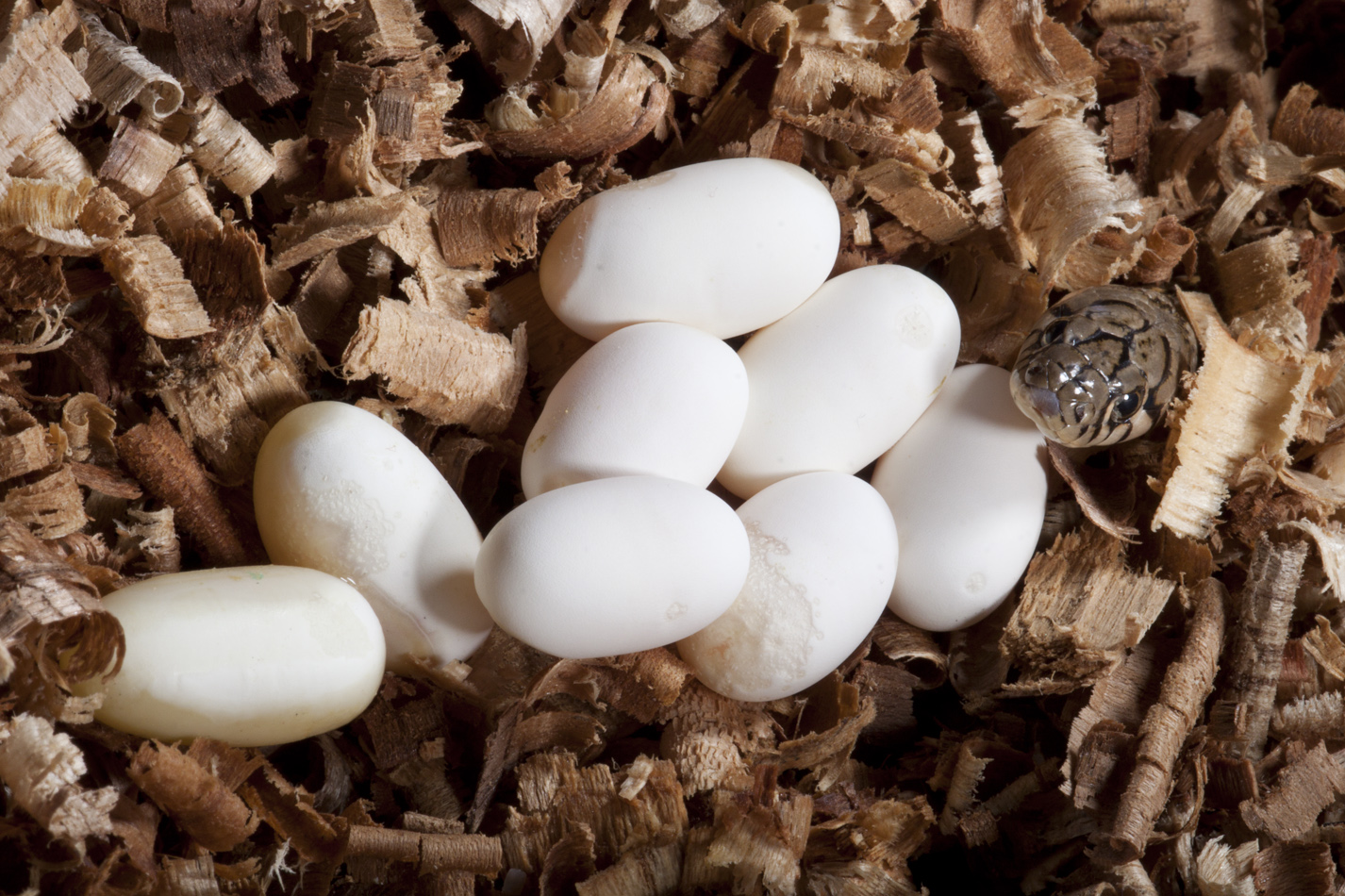
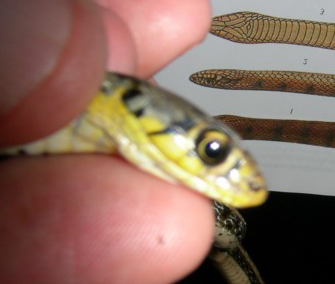
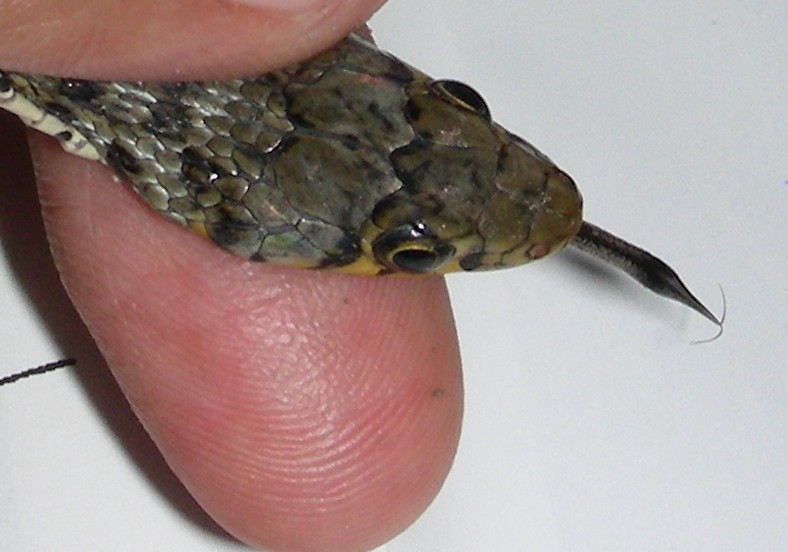

## Đọc thêm

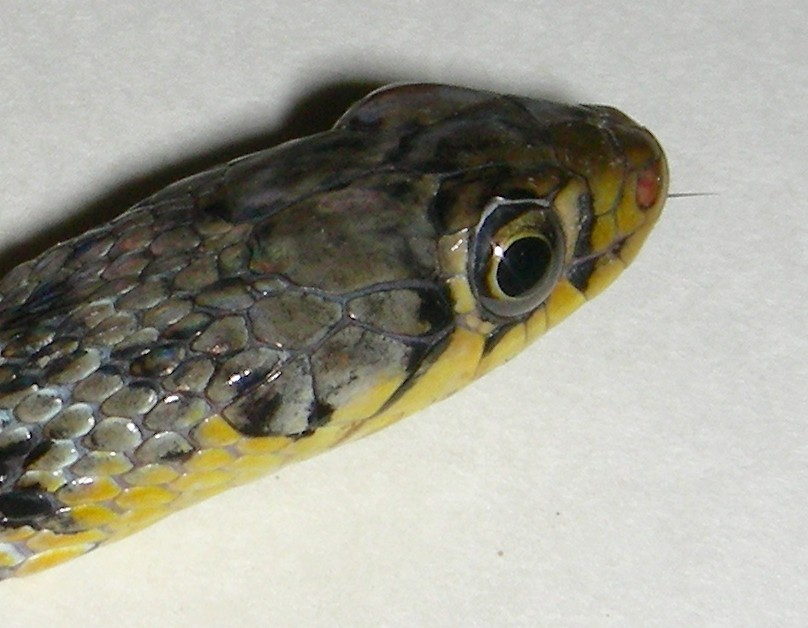
Closeup of head